# 고마역 (사이타마현)
고마역(일본어: 高麗駅, こまえき)은 일본 사이타마현 히다카시에 있는 세이부 철도 이케부쿠로 선의 철도역이다. 역 앞 광장에 장승을 본딴 조형물이 세워져 있다.

## 역명 유래
현재 이 역이 있는 지역에 고구려 유민들이 정착하였던 것을 계기로 이 지역은 '고마'(일본어: 高麗, 일본에서 고구려를 부르는 호칭)라고 불리게 되었고, 이후 이 지역에 역이 개설되면서 '고마 역'이라고 하였다.

## 타는 곳
| ↑ 히가시한노   |
| \| 2 1\|       |
| 무사시요코테 ↓ |

| 1 | ■이케부쿠로 선 | 아가노・세이부 치치부・지치부 본선 미쓰미네구치・나가토로 방면 |
| 2 | ■이케부쿠로 선 | 한노・도코로자와・이케부쿠로 방면                              |

## 역 주변 정보
- 고마 신사

## 역사
- 1929년 9월 10일 : 영업 개시.
- 2006년 10월 1일 : 특급권 발매 개시

## 인접역
| 세이부 철도■이케부쿠로 선        | 세이부 철도■이케부쿠로 선 | 세이부 철도■이케부쿠로 선       |
| -------------------------------- | ------------------------- | ------------------------------- |
| 히가시한노 이케부쿠로, 한노 방면 | ■쾌속급행, ■보통          | 무사시요코테 세이부 지치부 방면 |

- 무사시가오카 신호장과 기타한노 신호장 사이구간은 복선구간임.